# Suriname Jazz Festival
Het Suriname Jazz Festival is een jaarlijks festival in oktober in Paramaribo, Suriname.
Op het festival treden jazzartiesten op uit Suriname en het buitenland. Jaarlijks wordt een thema aan het festival toegekend, zoals Afrojazz in 2018.
De stichting achter het festival werd in 2002 opgericht en het jaarlijkse evenment wordt sinds 2003 in Paramaribo gehouden. Het evenement wijzigde in de loop van de jaren 2010 van opzet en locatie. In 2022 trad een nieuw, jong bestuur aan dat meer activiteiten wil dan alleen het Jazz Festival in oktober, zoals ook muziekeducatie, uitwisselingsprogramma's.